# 新・アンタッチャブル
新・アンタッチャブル（The untouchables）は、1993年1月から1994年5月まで放送されたアメリカ合衆国のテレビドラマ。
日本では1996年7月3日から1997年5月1日までTBSテレビで放送され
、後にスーパーチャンネル⇒スーパー!ドラマTVでも放送された。

## キャラクター
エリオット・ネス
演：トム・アマンデス、日本語吹き替え：大塚芳忠
アル・カポネ
演：ウィリアム・フォーサイス、日本語吹き替え：麦人
キャサリン・ネス
演：ナンシー・エバーハード、日本語吹き替え：佐々木優子
マイケル・マローン
演：ジョン・リース・デイビーズ、日本語吹き替え：辻親八
フランク・ニティ
演：ポール・レジーナ、日本語吹き替え：田原アルノ
ポール・ロビンズ
演：デビッド・ジェイムズ・エリオット、日本語吹き替え：中田和宏
スティールマン
演：マイケル・ホース、日本語吹き替え：立木文彦
トニー・パガーノ
演：ジョン・ヘイムズ・ニュートン、日本語吹き替え：松本保典
ドリー・グリーン
演：ジェナ・リン・ウォード、日本語吹き替え：渡辺美佐
フランキー・リオ
演：バレンティノ・シモ、日本語吹き替え：水野龍司
グジック
演：、日本語吹き替え：長島雄一
ヴィト
演：、日本語吹き替え：古田信幸
ジョン・トリオ
演：ヴィルネ・ピーヴン、日本語吹き替え：筈見純
メイ・カポネ
演：ハイデン・ウォルチ、日本語吹き替え：榎本智恵子
サニー・カポネ
演：、日本語吹き替え：渡辺美佐
エレーン・ネス
演：、日本語吹き替え：増田ゆき
クインラン
演：、日本語吹き替え：星野充昭

## エピソード
| 話数 | エピソードタイトル      | 放送日         |
| ---- | ----------------------- | -------------- |
| 1    | ネスとカポネ            | 1996年7月3日   |
| 2    | アンタッチャブル誕生    | 1996年7月10日  |
| 3    | 初めての犠牲者          | 1996年7月17日  |
| 4    | 悪徳記者                | 1996年7月24日  |
| 5    | 記者殺害の真相          | 1996年7月31日  |
| 6    | 組合に迫る魔の手        | 1996年8月7日   |
| 7    | 児童連続殺人 (前編)     | 1996年8月14日  |
| 8    | 児童連続殺人 (後編)     | 1996年8月21日  |
| 9    | 潜入捜査                | 1996年8月28日  |
| 10   | チャイナタウン          | 1996年9月4日   |
| 11   | 罠にかかった天使        | 1996年9月11日  |
| 12   | シンデレラ・ボーイ      | 1996年9月18日  |
| 13   | 殺人犯マローン          | 1996年9月25日  |
| 14   | 殺し屋                  | 1996年10月2日  |
| 15   | ブラック・パワー        | 1996年10月9日  |
| 16   | 女優ゼルダの復讐        | 1996年10月16日 |
| 17   | 南部特選密造酒          | 1996年10月23日 |
| 18   | カポネの誤算            | 1996年10月30日 |
| 19   | 囚われのカポネ          | 1996年11月6日  |
| 20   | 大列車作戦              | 1996年11月13日 |
| 21   | 殺人鬼スネーク          | 1996年11月20日 |
| 22   | 復活のカポネ            | 1996年11月27日 |
| 23   | 暗殺者                  | 1996年12月4日  |
| 24   | 戒厳令                  | 1996年12月11日 |
| 25   | 革命の嵐 (前編)         | 1996年12月18日 |
| 26   | 革命の嵐 (後編)         | 1996年12月25日 |
| 27   | ニューヨークを潰せ!     | 1997年1月8日   |
| 28   | マインド・コントロール  | 1997年1月15日  |
| 29   | 美女と毛皮              | 1997年1月22日  |
| 30   | 放送局を乗っ取れ!       | 1997年1月29日  |
| 31   | 警官殺し                | 1997年2月5日   |
| 32   | 殺しの印章              | 1997年2月12日  |
| 33   | 死が我らを分かつまで    | 1997年2月19日  |
| 34   | 囮の護送車              | 1997年2月26日  |
| 35   | 目撃者                  | 1997年3月5日   |
| 36   | カポネの苦悩            | 1997年3月12日  |
| 37   | 組織の女                | 1997年3月19日  |
| 38   | 最後のガンマン          | 1997年4月3日   |
| 39   | 造反                    | 1997年4月10日  |
| 40   | インディアン強盗        | 1997年4月17日  |
| 41   | カポネ帝国の崩壊 (前編) | 1997年4月24日  |
| 42   | カポネ帝国の崩壊 (後編) | 1997年5月1日   |

- 1997年1月1日（1996年12月31日深夜）は、『サザンオールスターズ年越しライブ』（12月31日23:45 - 2:10）、『全日本実業団対抗駅伝競走大会』関連番宣番組（2:10 - 2:15）、『てれなび』（番宣番組。2:15 - 2:20）のため休止[1]。

## 日本語版放送時間

### 地上波放送時
| 放送期間   | 放送期間   | 放送時間（JST） |
| ---------- | ---------- | --------------- |
| 1996.07.03 | 1997.03.19 | 水曜1:25 - 2:20 |
| 1997.04.04 | 1997.05.01 | 木曜2:15 - 3:15 |

※ゴールデン・プライム両タイムでの特別番組（1996年の「アトランタオリンピック」中継を含む）によってずれる事がある。
※水曜時代の1996年10月2日 - 1997年3月19日の間は、海外ドラマ『タイムマシーンにお願い』との2本立て『火曜ドラマシアター』で放送した。

### CS放送時
こちらはスーパーチャンネルでの放送。
| 放送期間               | 放送時間（JST）                                                                 | 出典  |
| ---------------------- | ------------------------------------------------------------------------------- | ----- |
| 1998年時点             | 不明                                                                            |       |
| 2006年3月1日 - 4月28日 | 月曜 - 金曜 10時00分 - 11時00分 月曜 - 金曜 20時00分 - 21時00分（リピート放送） | [ 6 ] |
| 2007年3月1日 - 3月30日 |                                                                                 |       |

## 日本語版制作スタッフ
- 翻訳 - 小川裕子、岩佐幸子、徐賀世子、井場洋子
- 演出 - 伊達康将、中野寛次
- 調整 - オムニバス・ジャパン、高橋昭雄
- 日本語版制作 - 東北新社